# Sanssac-l'Église
Sanssac-l'Église är en kommun i departementet Haute-Loire i regionen Auvergne-Rhône-Alpes i centrala Frankrike. Kommunen ligger i kantonen Loudes som tillhör arrondissementet Le Puy-en-Velay. År 2022 hade Sanssac-l'Église 1 078 invånare.

## Befolkningsutveckling
Antalet invånare i kommunen Sanssac-l'Église
| Referens: INSEE |